# 貝里克 (緬因州普查規定居民點)
貝里克（英語：Berwick）是位於美國緬因州約克縣的一個普查規定居民點。

## 人口
根據2020年美國人口普查的數據，貝里克的面積為4.15平方千米，當中陸地面積為4.07平方千米，而水域面積為0.08平方千米。當地共有人口2277人，而人口密度為每平方千米548.67人。